# Giacomo Beltrametti
Giacomo Beltrametti (26 luglio 1989) è un ex hockeista su ghiaccio svizzero.

## Carriera
Nella stagione 2008-2009 gioca come terzo portiere per l'Hockey Club Ambrì-Piotta. Durante la 20ª giornata di campionato, il derby del Ticino contro l'Hockey Club Lugano, è stato chiamato come secondo portiere a sostituire l'esordiente Lorenzo Croce a sua volta impegnato nella sostituzione sul ghiaccio del titolare Thomas Bäumle infortunatosi.
Beltrametti gioca la sua prima partita integrale nella Lega Nazionale A il 13 novembre 2008 in trasferta contro il Genève-Servette. Contemporaneamente ha giocato saltuariamente sei partite in LNB con la squadra degli Young Sprinters HC e nella nazionale svizzera Under-20, che era iscritta allo stesso campionato.
Sostituisce poi Krizan alla fine della stagione nella partita del 20 febbraio 2009 contro il Hockey Club Fribourg-Gottéron e anche l'ultima della stagione, quella del 21 febbraio 2009 ancora contro il Genève-Servette. Complessivamente le presenze in prima squadra, al termine della stagione sono 5.
Beltrametti ha giocato la stagione successiva nell'HC Sierre, in Lega Nazionale B, terminando il campionato con 7 presenze. Nel 2010-2011, ha giocato con l'Hockey Club Chiasso, nella Prima Lega.

## Statistiche
Statistiche aggiornate ad agosto 2011.

### Club
| Stagione  | Squadra                    | Stagione regolare | Stagione regolare | Stagione regolare | Stagione regolare | Playoff | Playoff | Playoff |
| Stagione  | Squadra                    | Lega              | P                 | GAA               | SVS%              | P       | GAA     | SVS%    |
| --------- | -------------------------- | ----------------- | ----------------- | ----------------- | ----------------- | ------- | ------- | ------- |
| 2005-2006 | Ambrì-Piotta U20           | Elite Jr. A       | -                 | -                 | -                 |         |         |         |
| 2006-2007 | Ambrì-Piotta U20           | Elite Jr. A       | 38                | -                 | -                 | 5       | -       | -       |
| 2007-2008 | Ambrì-Piotta               | LNA               | -                 | -                 | -                 | -       | -       | -       |
|           |                            | Playout           | -                 | -                 | -                 | -       | -       | -       |
|           | Ambrì-Piotta U20           | Elite Jr. A       | 11                | -                 | -                 | -       | -       | -       |
|           |                            | Playout           | 4                 | -                 | -                 | -       | -       | -       |
|           | Chur                       | LNB               | 12                | 5.20              | -                 |         |         |         |
|           | Schweiz U-20               | LNB               | 2                 | 3.50              | -                 |         |         |         |
| 2008-2009 | Ambrì-Piotta               | LNA               | 5                 | 5.92              | -                 | -       | -       | -       |
|           |                            | Playout           | -                 | -                 | -                 | -       | -       | -       |
|           | Ambrì-Piotta U20           | Elite Jr. A       | 15                | -                 | -                 | 4       | -       | -       |
|           | Young Sprinters            | LNB               | 6                 | 3.79              | -                 |         |         |         |
|           | Giovanni Discatori Turrita | PL                | 12                | -                 | -                 | -       | -       | -       |
|           |                            | Playout           | 2                 | -                 | -                 | -       | -       | -       |
| 2009-2010 | Sierre                     | LNB               | 7                 | 2.95              | -                 | -       | -       | -       |
|           | Sierre U20                 | Top Junioren      | 1                 | -                 | -                 |         |         |         |
| 2010-2011 | Ambrì-Piotta               | LNA               | -                 | -                 | -                 |         |         |         |
|           | Chiasso                    | PL                | 17                | -                 | -                 | 8       | -       | -       |
| 2011-2012 | Chiasso                    | PL                | -                 | -                 | -                 |         |         |         |

### Nazionale
| Stagione  | Livello       | Risultati    | Risultati | Risultati | Risultati |
| Stagione  | Livello       | Competizione | P         | GAA       | SVS%      |
| --------- | ------------- | ------------ | --------- | --------- | --------- |
| 2007-2008 | Svizzera U-20 | LNB          | 2         | 3.50      | -         |